# Arthur Herbert Church
Pour les articles homonymes, voir Church.
Arthur Herbert Church né le 2 juin 1834 à Londres et mort le 31 mai 1915 à Shelsley, est un chimiste et peintre anglais.

## Biographie
Arthur Herbert Church, né le 2 juin 1834 à Londres, est le quatrième fils de John Thomas Church , solicitor, et de son épouse, Maria Susannah Booty. Il fréquente d'abord une école préparatoire de Brighton. Il étudie ensuite au King's College de Londres, au Royal College of Chemistry de Londres, et au Lincoln College d'Oxford.
Il est professeur de chimie à la Royal Academy of Arts.
En tant qu'artiste, il travaille à Londres, exposant à la Royal Academy et à la British Institution de 1854 à 1870.
Arthur Herbert Church meurt le 31 mai 1915 à Shelsley.